# Atelognathus reverberii
Atelognathus reverberii – gatunek płaza bezogonowego z rodziny Batrachylidae. Występuje w środkowej Argentynie na płaskowyżu Somuncurá na terenie prowincji Río Negro i Chubut. Jego naturalnym środowiskiem są suche, tropikalne i subtropikalne zarośla, użytki zielone, słodkowodne bagna. Jest spotykany na wysokościach 920–1200 m n.p.m. Gatunek ten jest narażony na wyginięcie przez utratę i degradację siedlisk.